# Slaget om Falluja
Slaget om Falluja utspelade sig under den amerikansk-irakiska operationen Phantom Fury vars mål var att återerövra den irakiska staden Falluja som hade intagits av tusentals irakiska rebeller under november 2004. Slaget om Falluja blev det blodigaste enskilda slaget som amerikanska soldater deltagit i sedan Tet-offensiven 1968 och gatustriderna i staden Hue under Vietnamkriget.

## Före slaget
Det är svårt att med bestämdhet fastslå det exakta antalet rebeller i staden vid anfallet, men ungefär 2 000 stycken uppskattas ha befunnit sig där. Innan anfallet började satte amerikanska och irakiska styrkor upp flera vägspärrar runt om i staden för att förhindra att någon skulle kunna ta sig in eller ut ur staden. Amerikanskt flyg gjorde omfattande räder mot Falluja från den 2 november till den 7 november då anfallet började, och artilleri besköt rebellernas ställningar i staden. Omkring 8 000 amerikanska soldater och 4 000 irakiska soldater deltog i anfallet.

## Slaget
Operationen började natten till den 7 november; 3:e och 5:e bataljonen från den amerikanska 1st Marine Division anföll tillsammans med den 36:e irakiska kommandobataljonen från väster och söder. De intog Fallujas sjukhus utan att några skott avlossades, men bilder tagna vid övertagandet som visade tillvägagångssättet skapade kontrovers emedan de visade hur civila läkare såväl som dito patienter tvingades lägga sig på golvet. Detta förfarande skulle möjligen gå stick i stäv med den fjärde Genèvekonventionen, som behandlar reglerna om skyddandet av civila.
Det amerikanska tredje arméförbandet anföll från nordväst och mötte svagt motstånd medan de intog Jurf Kas Sukr-bron. Huvudanfallet kom vid gryningen den 7 november och bestod av fyra marinkårsbataljoner och två armébataljoner som anföll framförallt söderifrån. Anfallet lyckades framgångsrikt splittra rebellerna som började retirera in mot stadens centrum. Kring middagstid nådde amerikanska styrkor järnvägsstationen, där de stötte på kraftigt motstånd. Stationen föll följande morgon.

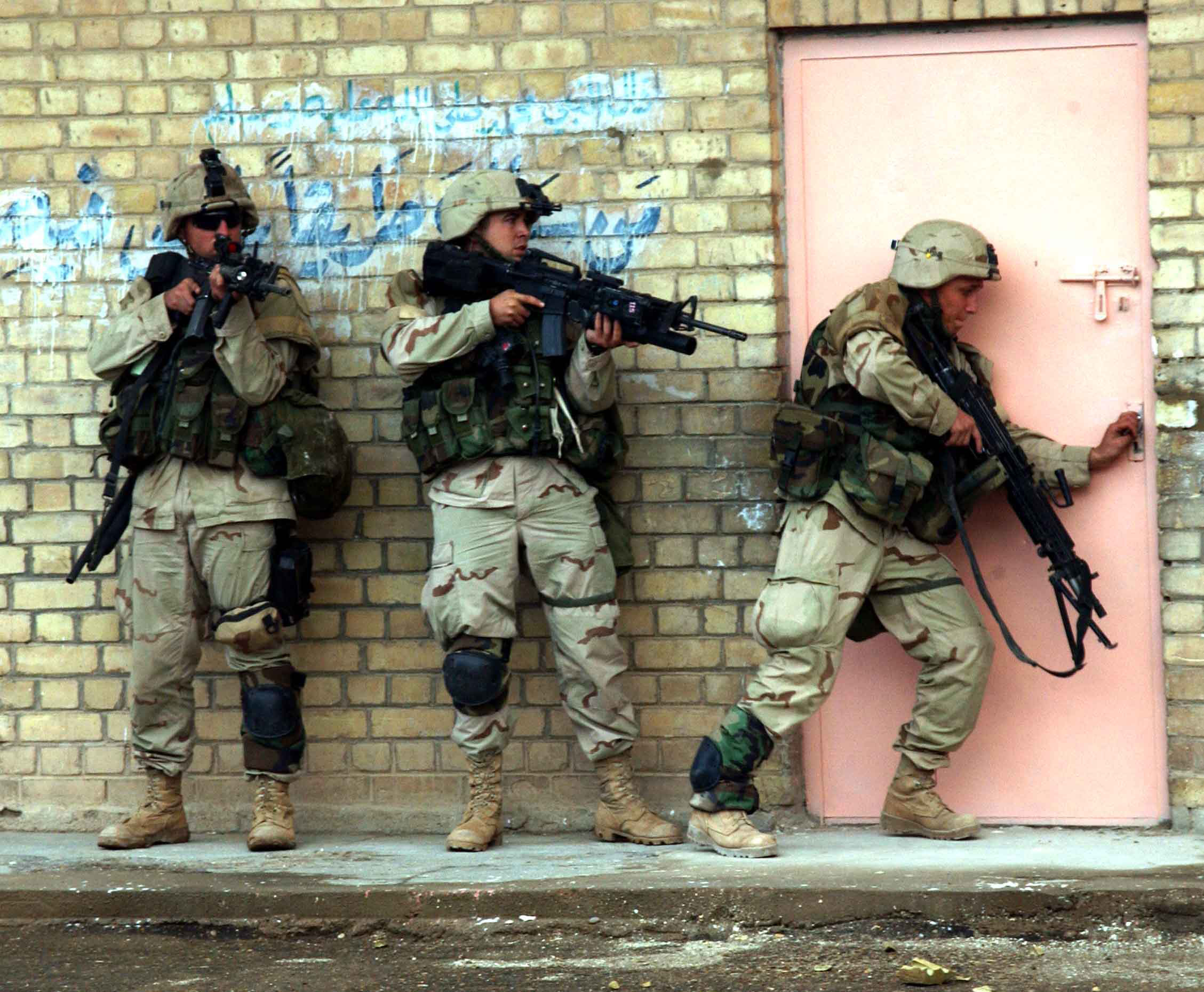
Amerikanska soldater från 1st Cavalry Division förbereder inbrytning och rensning under stridigheterna i Falluja.

Rebellerna använde strategiskt terrängen till sin fördel; krypskyttar och bakhåll var påfrestande hinder för de amerikanska styrkorna som arbetade sig fram hus för hus. Rebellerna hade byggt ett stort tunnelnätverk som ledde över nästan hela staden, vilket visade sig synnerligen effektivt eftersom detta medförde att de kunde anfalla amerikanerna bakifrån och kunde transportera sina styrkor genom stridszoner utan att bli beskjutna. Den 9 november beordrades flera nya flygräder mot Falluja varunder stadens elstation förstördes och således ingen elektricitet var tillgänglig. Ytterligare två armédivisioner, en marinkårsdivision och en kurdisk division inledde sin frammarsch mot den norra delen av staden och bröt snabbt igenom rebellernas redan oorganiserade försvar med avsevärt mindre problem än styrkorna som avancerade från söder och stötte på hårdnackat motstånd vid järnvägsstationen.
Den 10 november, efter tre dagars intensivt stridande, var cirka 70 procent av Falluja i amerikanska händer. Samma dag intogs myndigheternas kontor och flera moskéer. Vid tretiden på eftermiddagen nådde de amerikanska och irakiska styrkorna Fallujas centrum och motorväg 10 (som amerikanerna namngav "Michigan Avenue") där de hårdaste striderna under slaget utkämpades. Den 11 november kallades tjugo attackhelikoptrar in för att ge understöd åt de amerikanska trupperna vid motorväg 10. Två av de tjugo sköts ned men besättningen kunde räddas ur båda helikoptrarna. Först under förmiddagen den 12 november tog amerikanerna och irakierna kontroll över motorväg 10. Den 13 november var det mest motståndsfickor kvar i de östra delarna av staden där motståndsmän stred in i det sista innan de nedkämpades. Sporadiska strider höll på fram till den 15 november varefter de upphörde. Den 16 november sade den för operationen ansvarige amerikanske generalmajoren Richard F. Natonski att Falluja var säkrat.

## Efter slaget
Falluja fick omfattande skador som resultat av striderna; av stadens cirka 50 000 byggnader totalförstördes runt 10 000 och nära hälften av de 200 moskéerna som fanns i staden förstördes också. USA har fått hård kritik för sin hantering av slaget eftersom det från flera håll framhålls att flyg och artilleri brukades excessivt och inbegrep användning av vit fosfor, utarmat uran och en ny typ av så kallad termobarisk bomb.
Sporadiska strider mellan rebeller och amerikanska soldater fortsatte efter slaget och ytterligare 32 amerikanska soldater dödades i Falluja innan operationen förklarades officiellt avslutad. De flesta av dessa av krypskyttar som gömt sig och lyckats hålla sig kvar i staden eller av vägbomber (även kallade IED:er). Förlustsiffrorna varierar beroende på källa, enligt siffror från media förlorade de amerikanska styrkorna 71 soldater, samtidigt som ca 500 blev sårade under striderna i november. Totalt dog 95 amerikanska soldater under operationen. De irakiska regeringsstyrkorna förlorade ca 18 soldater och ungefär 200 blev sårade under operationen. Av de ca 3 000 motståndsmännen i staden dödades ca 1 200 - 1 500, och drygt 1 000 tillfångatogs. Antalet civila dödsoffer är okänt, uppskattningar skiftar mellan runt 100 och 1 000 döda. 300 000 människor levde i Falluja före slaget, men idag är den siffran cirka 150 000.
Till följd av den utarmade uran som användes som ammunition har barn fötts med omfattande skador och missbildningar.